# Förmildrande omständighet
Förmildrande omständighet är den grund enligt brottsbalken som en domstol kan åberopa vid utdömandet av ett lägre straff. Det lägre straffet läggs inom ramarna för det straffintervall som gäller för det aktuella brottet. 
En förmildrande omständighet kan exempelvis utgöras av omständigheter såsom annans synnerligen kränkande beteende som föranlett brottet eller om psykisk störning eller annat sinnespåverkande tillstånd varit orsak till agerandet.
Enligt 29 kap 3 § BRB ska särskilt beaktas 
1. om brottet föranletts av någon annans uppenbart kränkande beteende det vill säga att gärningsmannen provocerats,
2. om den tilltalade till följd av en allvarlig psykisk störning haft nedsatt förmåga att inse gärningens innebörd eller att anpassa sitt handlande efter en sådan insikt
3. om den tilltalades handlande stått i samband med hans eller hennes bristande utveckling, erfarenhet eller omdömesförmåga,
4. om brottet föranletts av stark mänsklig medkänsla, eller
5. om den tilltalade handlat i nödvärn utan att vara fri från ansvar.[1]

Förmildrande omständigheter medför ofta att brottet bedöms som ringa.